# Solar Amado Bahia
O Solar Amado Bahia é uma casa com arquitetura eclética tombada pelo IPHAN pela sua importância cultural, construída no século XX pela família Amado Bahia na cidade de Salvador, no estado da Bahia.

## Histórico
O solar foi projetado pelo arquiteto português Francisco Mendonça e começou a ser construído em 1901, tendo sido inaugurado em 8 de dezembro de 1904 para os casamentos de Clara e Maria Julieta, filhas de Francisco Amado da Silva Bahia.
Em 1949, o edifício foi doado para a Associação dos Empregados do Comércio da Bahia sendo posteriormente instalado o Centro Educacional Amado Bahia em 1966. Foi tombado pelo IPHAN em 1981 e ficou abandonado durante a década de 90 até ser leiloado para o empresário Natanael Couto em outubro de 2017, que arrematou o imóvel por R$ 1,5 milhão e investiu R$ 700 mil na sua restauração.
Atualmente, abriga um museu do sorvete e uma sorveteria criado pela empresa Sorvetes Real, o local também recebe eventos e exposições.

## Arquitetura
A construção apresenta dois pavimentos e um sótão. Sua planta é retangular com corredor central e quartos dispostos transversalmente. Foi construída em alvenaria de tijolo e apresenta em sua fachada, uma varanda com hastes metálicas importadas da Inglaterra, tem abobadilhas feitas de chapa de aço sustentadas com pequenas colunas jônicas. Na parte interna da casa, existe uma grande sala de recepção com pinturas no teto e nas paredes feitas por Badaró, além de possuir uma capela em estilo neoclássico no local. O solar foi construído com materiais importados e luxuosos para a época, como sanitários em louça inglesa, assoalhos feitos em ripas e espelhos franceses.